# Luka Adžić
Luka Adžić (in serbo Лука Аџић?; Belgrado, 17 settembre 1998) è un calciatore serbo, attaccante del Bangkok Utd.

## Carriera

### Club
È cresciuto nelle giovanili della Stella Rossa, ha esordito in prima squadra il 26 ottobre 2016 in un match di Kup Srbije vinto 3-0 contro il BSK Borča.
Nella stagione 2023-2024 ha segnato un gol nella fase a gironi della Conference League.

### Nazionale
Con la Nazionale Under-21 di calcio della Serbia ha preso parte a 3 incontri di qualificazione al Campionato europeo di calcio Under-21 2019.

## Statistiche

### Presenze e reti nei club
Statistiche aggiornate al 6 gennaio 2017.
| Stagione        | Squadra         | Campionato      | Campionato | Campionato | Coppe nazionali | Coppe nazionali | Coppe nazionali | Coppe continentali | Coppe continentali | Coppe continentali | Altre coppe | Altre coppe | Altre coppe | Totale | Totale | Totale |
| Stagione        | Squadra         | Comp            | Pres       | Reti       | Comp            | Pres            | Reti            | Comp               | Pres               | Reti               | Comp        | Pres        | Reti        | Pres   | Reti   |        |
| --------------- | --------------- | --------------- | ---------- | ---------- | --------------- | --------------- | --------------- | ------------------ | ------------------ | ------------------ | ----------- | ----------- | ----------- | ------ | ------ | ------ |
| 2016-2017       | Stella Rossa    | SL              | 7          | 2          | KS              | 3               | 0               | UCL                | 0                  | 0                  |             | -           | -           | 10     | 2      |        |
| 2017-2018       | Stella Rossa    | SL              | 14         | 1          | KS              | 1               | 3               | UEL                | 1                  | 0                  |             | -           | -           | 16     | 4      |        |
| Totale carriera | Totale carriera | Totale carriera | 21         | 3          |                 | 4               | 3               |                    | 1                  | 0                  |             | -           | -           | 26     | 6      |        |

## Palmarès

### Club

#### Competizioni nazionali
- Campionato serbo: 1

Stella Rossa: 2017-2018